# 黄亮
黄亮（1954年3月20日—1999年12月23日），男，河南偃师人，中国乒乓球运动员。他曾获得1977年世界乒乓球锦标赛男子团体金牌。他也获得过1980年亚洲乒乓球锦标赛男子团体冠军。